# Donaciella nagaokana
Donaciella nagaokana là một loài bọ cánh cứng trong họ Chrysomelidae. Loài này được Hayashi miêu tả khoa học năm 1998.